# مارتين غاريدو
مارتين غاريدو (بالإسبانية: Martín Garrido)‏ هو دراج أرجنتيني، ولد في 9 نوفمبر 1974 في قرطبة في الأرجنتين.

## وصلات خارجية
- مارتين غاريدو على موقع الاتحاد الدولي للدراجات (الإنجليزية)
- مارتين غاريدو على موقع أرشيف الدراجات (الإنجليزية)
- مارتين غاريدو على موقع إحصائيات الدراجات الإحترافية (الإنجليزية)
- مارتين غاريدو على موقع نسبة الدراجات (الإنجليزية)